# Polarimetr

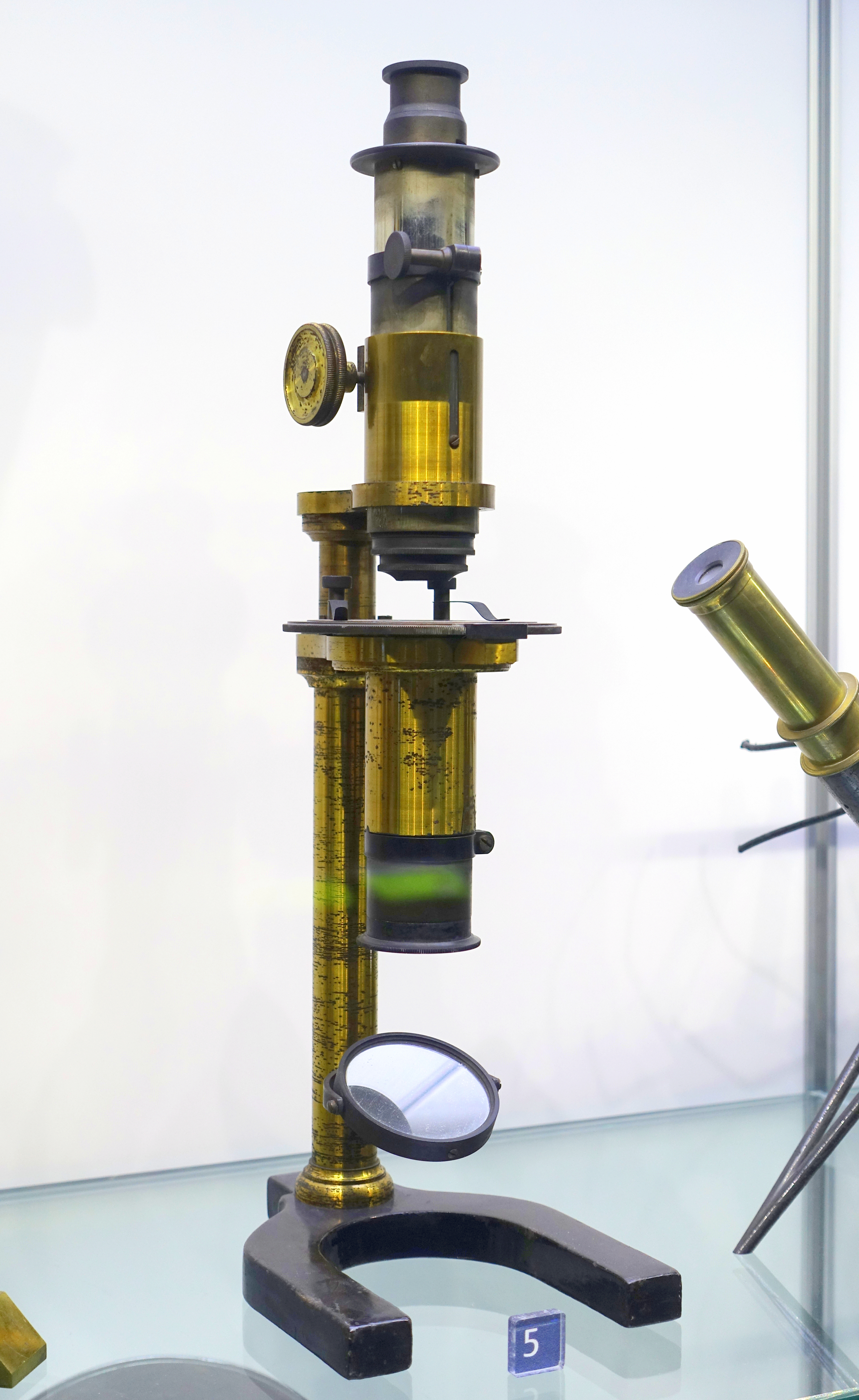
Polarimetr (kolem roku 1900)

Polarimetr je optický přístroj určený k měření úhlu otočení roviny polarizovaného světla při průchodu opticky aktivní látkou.

## Historie

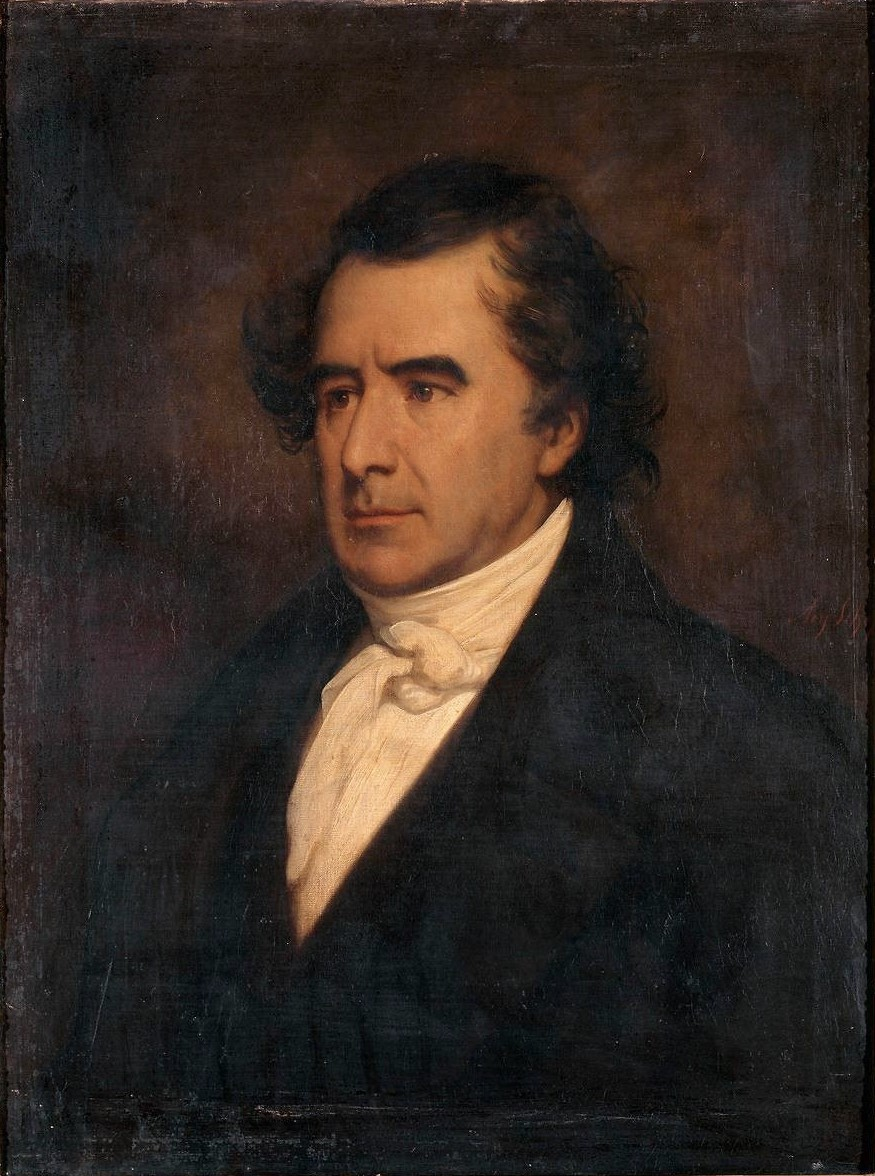
François Arago, vynálezce polarimetru

Polarimetr vynalezl francouzský fyzik François Jean Dominique Arago. Použil ho k astronomickým výzkumům, v roce 1811 sledoval polarizaci světla Měsíce. Později zkoumal okraj slunečního disku, přesvědčil se, že světlo zůstalo nepolarizované a učinil (později potvrzený) závěr, že povrch Slunce se skládá z plynu.
Svou verzi polarimetru pro stanovení cukernatosti sestrojil na konci 19. století i český průmyslník Josef Jan Frič. Přístroj sestrojili spolu s cukrovarníkem a vynálezcem Janem Vincencem Divišem v roce 1892, v roce 1908 pak uvedli zdokonalený model. Tento přístroj byl začátkem 20. století v USA přijat jako úřední normál.

## Princip

Princip polarimetru: 1. zdroj světla, 2. nepolarizované světlo, 3. lineární polarizátor, 4. lineárně polarizované světlo, 5. vzorek zkoumané látky, 6. optická rotace, 7. otočný lineární analyzátor, 8. detektor

Jako silný zdroj monochromatického světla se používá například sodíková výbojka o vlnové délce λ = 589,3 nm. Další možností je použití zdroje bílého světla opatřeného barevným filtrem. Při použití světla o různých vlnových délkách by se každá složka při průchodu vzorkem otočila o jiný úhel. Zdroj záření by měl vydávat po celou dobu měření stejně silné světlo.
V části zvané polarizátor se světlo přemění na lineárně polarizované. To je poté vedeno na kyvetu (nebo polarizační trubici o nejčastější délce 1 dm) se vzorkem opticky aktivní látky, kde dochází ke stočení jeho roviny. Úhel otočení se detekuje analyzátorem, se kterým lze rotovat a v závislosti na úhlu otočení pozorovat intenzitu výsledného světla, které analyzátorem projde. Pokud by tedy nebyla vložená žádná opticky aktivní látka, dostali bychom maximální intenzitu světla při rozdílu úhlů polrizátoru a analyzátoru 0 ° a nulovou intenzitu při otočení o 90 °.
Polarizátor i analyzátor jsou často realizovány Nicolovými hranoly, což jsou speciálně upravené krystaly dvojlomného islandského vápence, který rozkládá paprsek normálního záření na řádný (ordinarius) a mimořádný (extraordinarius). Úhly hranolu jsou voleny tak, že řádný paprsek se odráží na ploše dotyku obou částí hranolu a v přímém směru hranolem prochází pouze mimořádný paprsek. Ten kmitá jen v jedné rovině a tedy je polarizovaný.
Pro přesnější měření bývají některé polarimetry vybaveny polostínovým zařízením. Zorné pole okuláru je rozděleno na více (podle konstrukce dvě až tři ) části. Zatímco na část dopadá světlo, které prošlo celým přístrojem, na zbytek zorného pole dopadá světlo, které neprošlo polarizátorem (ale prošlo vzorkem a analyzátorem). Při správném nastavení analyzátoru pak obě části zorného pole svítí stejně.

## Typy polarimetrů
Podle způsobu, jakým se získává informace o úhlu stočení, lze polarimetry rozdělit na subjektivní a objektivní. U subjektivního polarimetru otáčí analyzátorem člověk, což může mít vliv na přesnost měření, zatímco u objektivních je detektorem elektronické zařízení, které řídí činnost analyzátoru a kompenzaci úhlu stočení roviny lineárně polarizovaného světla.